# Lymantria bantaizana
Lymantria bantaizana is een vlinder uit de familie van de spinneruilen (Erebidae), onderfamilie donsvlinders (Lymantriinae). De wetenschappelijke naam van de soort is voor het eerst geldig gepubliceerd in 1933 door Matsumura.
Het mannetje heeft een voorvleugellengte van 19 tot 21 millimeter, het vrouwtje van ongeveer 28 millimeter. De rups wordt 12 tot 18 millimeter lang. De rups gebruikt bomen uit de familie van de okkernootfamilie als waardplanten. De soort overwintert als rups en vliegt in de zomer in een jaarlijkse generatie.
De soort komt voor op de Japanse eilanden Honshu en Hokkaido.